# L'abate Roys e il fatto innominabile
L'abate Roys e il fatto innominabile è un romanzo storico di Fulvio Tomizza del 1994.
Assieme ad almeno altri tre romanzi di Tomizza (La finzione di Maria, Il male viene dal Nord, Quando Dio uscì di chiesa),  L'abate Roys e il fatto innominabile nasce dalle stesse ricerche d'archivio a Venezia.

## Trama
Nel XVI secolo il sistema sociale e politico fino ad allora gestito nel Veneto dalle potenti abbazie si sta sgretolando.
Anche le comunicazioni tra i borghi, separati da boschi e paludi sempre più selvagge, si sono rarefatte; è grazie alla frammentarietà delle informazioni che la prostituta veneziana Cecilia de Facchi spera di potersi rifare una vita. 

## Edizioni
- Fulvio Tomizza, L'abate Roys e il fatto innominabile, collana Letteraria, Bompiani, 1994, ISBN 88-452-2316-7.